# Кусеєво
Кусе́єво (рос. Кусеево, башк. Күсәй) — село (колишній присілок) у складі Баймацького району Башкортостану, Росія. Адміністративний центр Кусеєвської сільської ради.
Населення — 450 осіб (2010; 516 в 2002).
Національний склад:
- башкири — 100%

## Видатні уродженці
- Баязітова Зіфа Гаязівна — Народна артистка Республіки Башкортостан.
- Міннігулов Тафтізан Тагірович — Герой Радянського Союзу.